# USS Chelan County (LST-542)
USS Chelan County (LST-542) là loại tàu đổ bộ được chế tạo bởi công ty Missouri Valley Bridge & Iron cho hải quân Hoa Kỳ trong chiến tranh thế giới thứ 2. Tàu nặng 1,651 tấn lúc rỗng và tối đa là 4,145 tấn, chiều dài của tàu là 100m, chiều rộng là 15m. Tàu sử dụng động cơ bao gồm 2 động cơ diesel general motors 12-567 hai trục, 2 bánh lái, 2 chân vịt. Tốc độ của tàu là 12 hải lý/h (22 km/h). Công suất của tàu là 1700 HP. Thủy thủ đoàn bao gồm 16 sĩ quan và 147 lính thủy, ngoài ra có thể chở theo 7 sĩ quan và 104 lính thủy quân lục chiến cùng xe tăng và 2 xuồng đổ bộ. Vũ khí trang bị trên tàu gồm có 2 súng 2 nòng MK-51 cỡ 40mm, 4 súng 1 nòng cỡ 40mm, 12 súng 1 nòng cỡ 20mm.